# Siphocampylus praevaricator
Siphocampylus praevaricator är en klockväxtart som beskrevs av Thomas G. Lammers. Siphocampylus praevaricator ingår i släktet Siphocampylus och familjen klockväxter.
Artens utbredningsområde är Venezuela. Inga underarter finns listade i Catalogue of Life.